# Wolfgang Graetz
Wolfgang Graetz (* 7. Januar 1926 in Berlin; † 11. März 1999 in Berlin) war ein deutscher Schriftsteller, Hörspiel- und Fernsehautor. Graetz war mehrfach als Straftäter inhaftiert und begann sein stark autobiografisch geprägtes schriftstellerisches Schaffen in der JVA Butzbach, die zu seinen Haftzeiten noch Zuchthaus war. Zunächst verfasste er mehrere Hörspiele, die Anfang der 1960er Jahre gesendet wurden und allesamt Außenseiter der Gesellschaft zum Thema hatten.

## „Die Verschwörer“
In seinem Theaterstück Die Verschwörer setzte er sich 1965 extrem kritisch mit der Stauffenberg-Verschwörung gegen Hitler auseinander und erklärt deren Scheitern damit, dass „man nicht gegen etwas rebellieren kann, mit dem man selbst identisch ist“. Als sein Theaterprojekt bekannt wurde, zeigten verschiedene Regisseure Interesse an der Aufführung, darunter Erwin Piscator, der bereits mehrmals mit politisch brisanten Stücken, wie Der Stellvertreter, für sogenannte Theaterskandale gesorgt hatte. Schon im Vorfeld gab es zahlreiche, zumeist äußerst ablehnende Presseberichte. Daraufhin wurden wissenschaftliche Expertisen eingeholt, die kontrovers, aber überwiegend kritisch ausfielen. Historiker wie Golo Mann und Hermann Graml zweifelten die geschichtlichen Hintergründe und Einordnungen durch Graetz an, daraufhin überarbeitete er das Stück.
Auf der Suche nach Unterstützung wandte sich Graetz an Hannah Arendt, die das Manuskript las, für gut befand und einen kurzen, teilweise kritischen Briefwechsel mit ihm führte. Eine öffentliche Unterstützung lehnte sie ab, „weil diese ganze 20. Juli-Frage so sehr eine innerdeutsche Angelegenheit ist, dass man als Ausländer da schlecht mitsprechen kann.“ Kurze Zeit später lobte sie auch Karl Jaspers gegenüber die Arbeit sehr, eingeschränkt durch die Bemerkung, sie könne nicht überprüfen, ob alle Einzelheiten zuträfen. Sie stellte Graetz in eine Reihe mit Hochhuth, Gaus und Augstein. In mehreren Briefen äußerten sich beide zu dem Thema. Jaspers schrieb, als er zunächst nur den Spiegel-Artikel vorliegen hatte und Graetz danach eher ablehnend gegenüberstand, nachdem er das Manuskript gelesen hatte: „Ich bin deiner Meinung. Er hat den wesentlichen Punkt durchaus begriffen. Verwirrung und Scheitern dieser Verschwörer hat den entscheidenden Grund in der Unwahrhaftigkeit in ihrem Wollen. Graetz spürt offenbar, daß die Aufhellung dessen, wie das alles war, heute, wenn die Bundesrepublik eine Zukunft haben soll, von entscheidender Bedeutung ist.“ Graetz habe Arendts „Eichmann“ gelesen und „die entscheidenden Punkte dort gefunden.“ Er resümiert: „Ich respektiere seine Schrift, habe aber keine Sympathie.“
1965 erschien das Drama als Buch, jedoch weitgehend ohne das von Graetz verfasste erläuternde Vorwort. Nachdem die Münchner Kammerspiele eine für den Herbst desselben Jahres geplante Uraufführung abgesagt hatten, kam das Theaterstück erst im November 1968 ohne große Resonanz in Ludwigshafen auf die Bühne. Bis zu seinem Tod 1999 hat Graetz weiterhin Hör- und Fernsehspiele geschrieben.

## Werke (Auswahl)
- Die Verschwörer, München: Rütten & Loening, 1965 (Drama)
- Die Welt von unten: Ein Bericht, Frankfurt am Main: Europäische Verlagsanstalt, 1966
- Tausend Jahre nischt wie Ärjer: Notizen eines notorischen Querulanten, Neuausgabe, Reinbek bei Hamburg: Rowohlt, 1986, ISBN 3-499-15793-4.

## Hörspiele
- 1969: Mit Joachim Seyppel: Was ist ein Weihbischof? Oder Antworten zur Akte Defregger – Regie: Edgar Kaufmann (Hörspiel – Rundfunk der DDR)
- 1969: Widerstand gegen die Staatsgewalt – Regie: Walter Niklaus (Hörspiel – Rundfunk der DDR)
- 1984: Jeder lacht auf seine Weise – Regie: Werner Klein (Original-Hörspiel, Kriminalhörspiel – WDR)